# Швейцария на летних Олимпийских играх 1908
Швейцария принимала участие в Летних Олимпийских играх 1908 года в Лондоне (Великобритания) в четвёртый раз за свою историю, но не завоевала ни одной медали.
Страну представлял только один спортсмен — 25-летний Бруно Юлиус Вагнер, он соревновался в метании молота. Результат его неизвестен, но не выше 10 места.
Бруно Юлиус Вагнер родился 12 октября 1882 года в Германии, в городе Ройтлингене. Он выступал за Германию на внеочередных Олимпийских играх в Афинах в 1906 году. Позже он женился на швейцарке и переехал в Швейцарию. Как спортсмен соревновался в метании диска, метании копья, метании молота, беге с препятствиями.
Участвовал в Олимпиаде-1912 в качестве пятиборца. В 1912—1915 годах был президентом Швейцарского футбольного союза.